# Cassville (village du Wisconsin)
Pour les articles homonymes, voir Cassville.
Cassville est un village du comté de Grant dans le Wisconsin aux États-Unis.

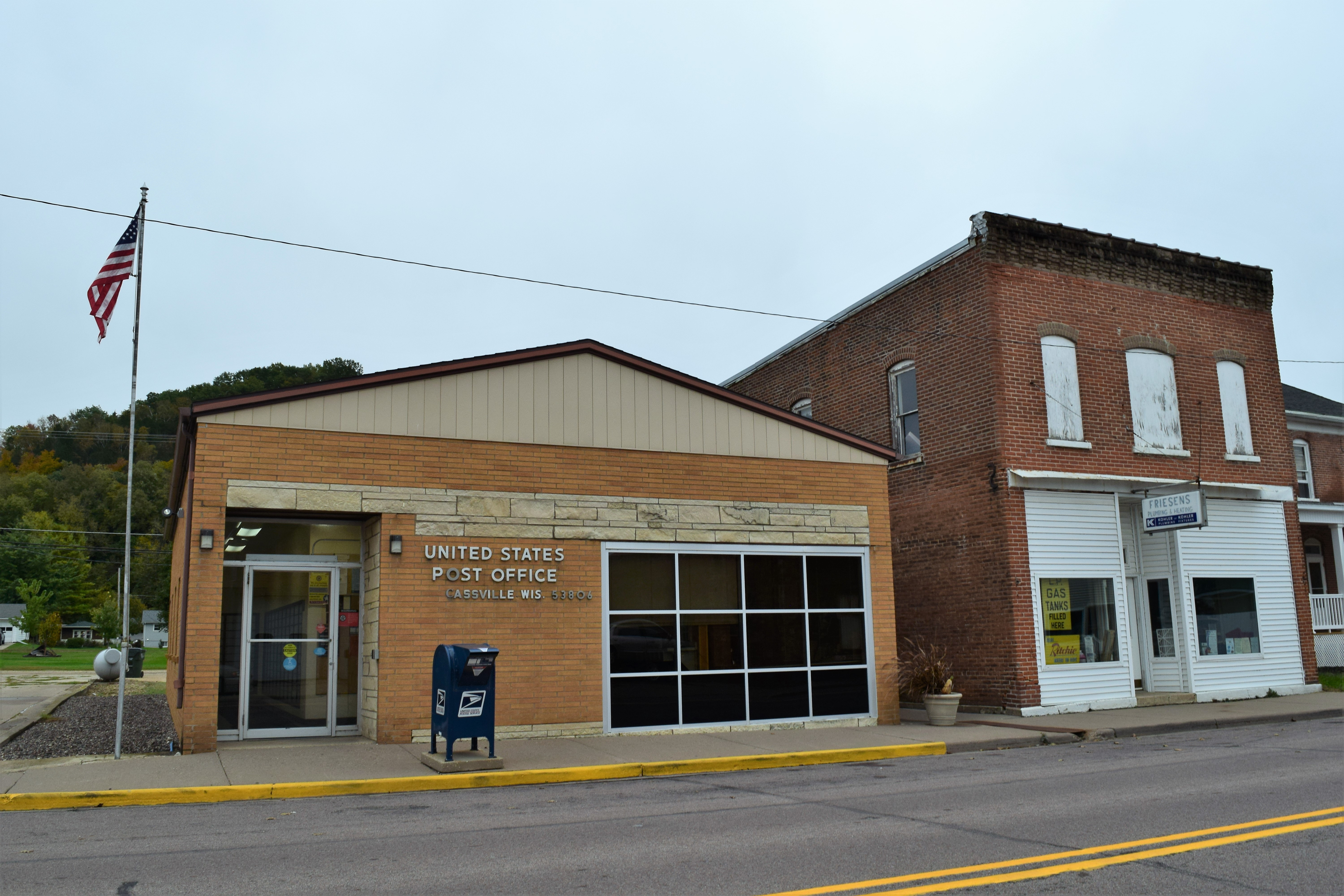
Bureau de poste de Cassville

Le territoire du village est enclavé dans celui de la ville de Cassville. Il se situe le long du fleuve Mississippi.
Le village était peuplé de 1.085 habitants lors du recensement de 2000.